# Erlend Blikra
Erlend Jordbrekk Blikra (født 11. januar 1997 i Stavanger) er en cykelrytter fra Norge, der er på kontrakt hos Uno-X Mobility.